# Knud Wümpelmann
Knud Wümpelmann (eigentlich Knud Aage Aage Abildgaard Wümpelmann; * 7. August 1922 in Odense, Fünen; † 2. Juni 2020 in Amsterdam) war ein baptistischer Geistlicher in leitenden Positionen. Von 1964 bis 1980 war er Generalsekretär der Dänischen Baptistenunion und gleichzeitig ehrenamtlicher Schatzmeister und Generalsekretär der Europäisch-Baptistischen Föderation (EBF). Von 1977 bis 1979 hatte er das Amt des EBF-Präsidenten inne und von 1980 bis 1985 das des Generalsekretärs. 1990 wurde er zum 16. Präsidenten des Baptistischen Weltbundes berufen. Dieses Amt bekleidete er bis 1995.

## Leben und Wirken
Knud Wümpelmann war einziges Kind des Ehepaares Heinrich Christian Wümpelmann und Helga, geborene Abildgaard. Zu den eindrücklichen seiner Kindheit gehörte die Heilung seines Vaters von einer schweren Tuberkulose. Nachdem eine Reihe von spezialisierten Ärzten die Erkrankung als nicht mehr behandelbar diagnostiziert hatten, wandten sich die Eltern in ihrer Not an einen Pfingstprediger und baten ihn, für eine Befreiung von der Tuberkulose zu beten. Die Heilung trat unmittelbar ein und führte dazu, dass die Eltern, die bislang nur formelle Mitglieder der Dänischen Staatskirche waren, sich taufen ließen und damit begannen, regelmäßig am Gottesdienst und am Gemeindeleben der örtlichen Baptistengemeinde teilzunehmen. In seinen biographischen Notizen berichtete Knud Wümpelmann, dass er nach diesem Erlebnis von der Existenz Gottes absolut überzeugt war. Er besuchte die Sonntagsschule und ließ sich am 12. April 1936 im Ostergottesdienst der Baptistengemeinde gläubig taufen. Sein späteres Dienstmotto „Gott kann!“ wurzelt in dieser Kindheitserfahrung.
Die Eltern Wümpelmanns führten in ihrem Haus eine Seniorenpension. Auswärtige Gastprediger der Baptistengemeinde übernachteten gewöhnlich in dieser Einrichtung. Knud Wümpelmann lernte dadurch bereits in seiner Jugend zahlreiche Pastoren, Evangelisten und Missionare kennen. Unter ihnen waren Watchman Nee, der Leiter der chinesischen Hauskirchenbewegung, und Aron Andersson, der schwedische Kongo-Missionar.
Nach seiner Schulzeit absolvierte Wümpelmann ab September 1939 eine fünfjährige Ausbildung bei dem Dänischen Post- und Telegraphendienst. Eine innere Berufung führte dazu, dass er sich für den Beruf eines Geistlichen entschied. Wümmpelmann immatrikulierte sich 1944 am Theologischen Seminar der dänischen Baptisten in Tølløse. Im Frühling 1945 wurden die Seminargebäude von deutschen Besatzungstruppen beschlagnahmt. Die Theologiestudenten lebten bis zum Ende des Zweiten Weltkriegs in einem Gebäude, das ein baptistischer Bankmanager zur Verfügung gestellt hatte. Dort lernte Wümpelmann seine spätere Ehefrau, eine Tochter des Bankers, kennen.

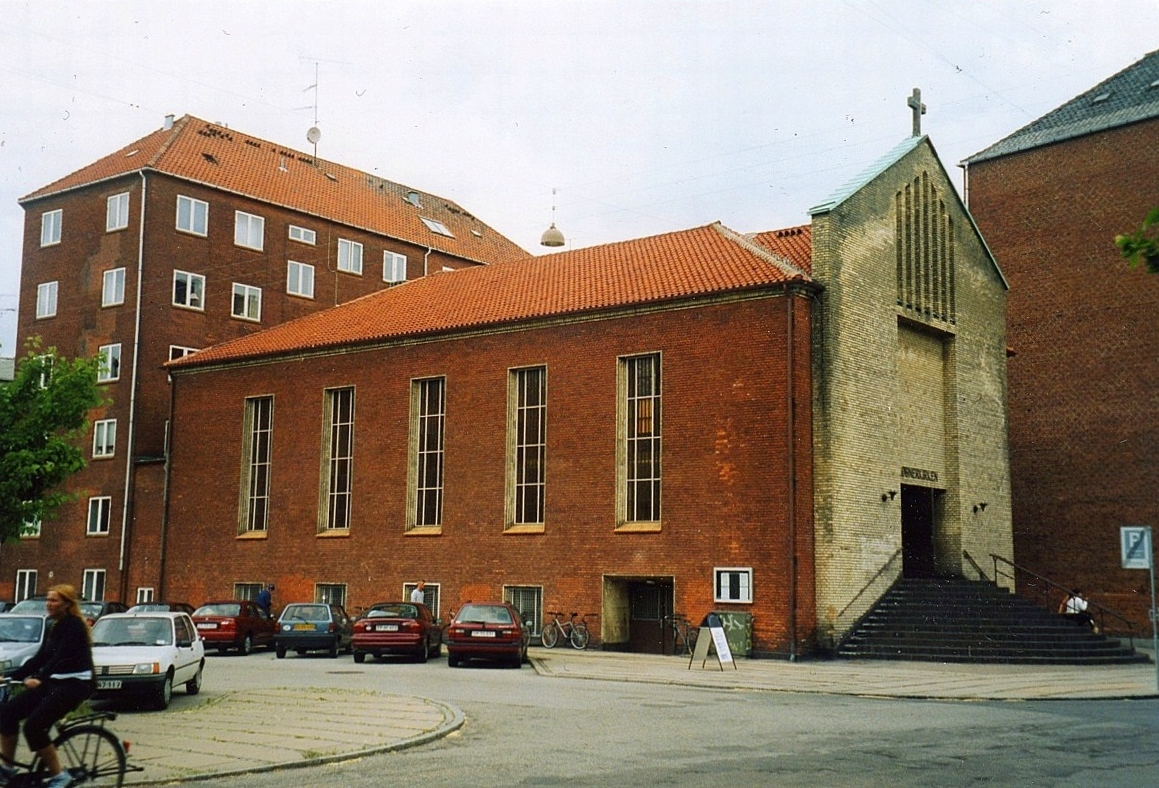
Købnerkirken Kopenhagen

Nach dem Theologischen Examen folgte ein erster kurzer Seelsorgedienst in der damals 500 Mitglieder zählenden Baptistengemeinde Pandrup / Nordjütland. Anschließend wechselte Wümpelmann nach Kopenhagen. Dienstort war die nach dem baptistischen Gründervater Julius Köbner benannte Købnerkirken (siehe Bild). Schwerpunkt seiner Tätigkeit war hier die Jugendarbeit. Daneben leitete er einen Arbeitskreis, der eine dänemarkweite missionarische Kampagne organisierte. Innerhalb von 100 Wochen wurden an 175 Orten evangelistische Veranstaltungen durchgeführt.
Es folgte ein weiteres Theologiestudium, das Wümpelmann an das Central Baptist Theological Seminary in Kansas City / USA führte. Er schloss es 1954 als Master of Religious Education ab. Noch während seines Aufenthalts in den Vereinigten Staaten erreichte ihn die Bitte der Kopenhagener Købner-Gemeinde, nach Dänemark zurückzukehren und die Stelle ihres Hauptpastors zu übernehmen. Wümpelmann willigte ein und war von 1955 bis 1964 der leitende Geistliche der Gemeinde. Während dieser Periode war er ehrenamtlich in verschiedenen baptistischen sowie überkonfessionellen Gremien und Organisationen tätig, darunter in der Sonntagsschulabteilung des dänischen Baptistenbundes, deren Vorsitz er 1957 übernahm. Für die Lehrerschaft der dänischen Sonntagsschulen entwickelte er in dieser Funktion einen Fernkurs und verfasste für die Teenager einen eigenen Katechismus.
Im Jahr 1964 berief der dänische Baptistenbund Knud Wümpelmann zu seinem ersten hauptamtlichen Generalsekretär. Neben der Begleitung der damals rund vierzig Gemeinden waren die Außenmission, der Kontakt zu den internationalen baptistischen Organisationen und die Vertretung der dänischen Baptistenunion in der Ökumene Dänemarks die Schwerpunkte seiner Arbeit. Von 1977 bis 1979 übernahm er neben seinem Dienst als Generalsekretär das Amt des Präsidenten der Europäisch-Baptistischen Föderation (EBF). Schließlich wurde er 1980 als Nachfolger von Gerhard Claas zum Generalsekretär der EBF berufen. Das Amt hatte er bis zu seinem Eintritt in den Ruhestand 1985 inne. Sein Nachfolger wurde der Bremerhavener Baptistenpastor Karl-Heinz Walter. Das höchste Amt, das die 1905 gegründete Baptist World Alliance (BWA) zu vergeben hat, bekleidete Wümpelmann in der Zeit von 1990 bis 1995. Schwerpunkt seiner Arbeit als Präsident der BWA war die Stärkung der sechs regionalen Körperschaften des Weltbundes, wobei sein Fokus auf Afrika und Asien ausgerichtet war. Im Blick auf den afrikanischen Kontinent sagte er: „Let it not be forgotten that one out of eleven Baptist churches in the world is in Africa.“ Reisen führten ihn in dieser Zeit unter anderem nach Ruanda, Malipur (Indien) und China. Ein wichtiges Anliegen waren ihm auch die Neuorganisation der Baptistenbünde in der zerfallenden Sowjetunion. Für Europa sah er einen dringenden Bedarf an Evangelisierung, Versöhnung und Einheit.
Der Abschiedsgottesdienst für Knud Wümpelmann fand am 6. Juni 2020 in der Tølløser Baptistenkirche statt.

## Familie
Knud Wümpelmann war seit 1947 mit Karen M. Petersen verheiratet. Aus der Ehe gingen zwei Söhne hervor (Jørgen, * 1949; Mogens, * 1955).

## Würdigungen
Knud Wümpelmann erhielt zahlreiche Auszeichnungen, darunter 1985 den Titel Dr. of Divinity(honoris causa) des William Jewell College in Liberty (Missouri).

## Veröffentlichungen (Auswahl)
- The EBF and the Charismatic Movement. In: Report on the Seminar-Consultation of National Baptist Unions of Socialist Countries. Moscow 1979.
- European Baptists and Baptists in the USSR. In: Baptist Witness in the USSR (Hrsg. Denton Lotz). Verlag der American Baptist Churches USA 1987. S. 49ff
- Wertvolle Zusammenarbeit. In: Erlebt in der DDR. Berichte aus dem Bund Evangelisch-Freikirchlicher Gemeinden (Hrsg. Ulrich Materne und Günter Balders in Zusammenarbeit mit Reinhard Assmann, Bernhard Kühl und Manfred Sult). Oncken Verlag Wuppertal und Kassel 1995. ISBN 3-7893-7220-X. S. 351
- Mission in a Changing Europe. In: American Baptist Quarterly. 2/1996. S. 146–157